# Гекатей (лунный кратер)
Кратер Гекатей (лат. Hecataeus) — древний большой ударный кратер у юго-восточного лимба видимой стороны Луны. Название присвоено в честь древнегреческого историка и географа Гекатея Милетского (ок.550 — ок.490 до н. э.); утверждено Международным астрономическим союзом в 1935 г. Образование кратера относится к нектарскому периоду.

## Описание кратера

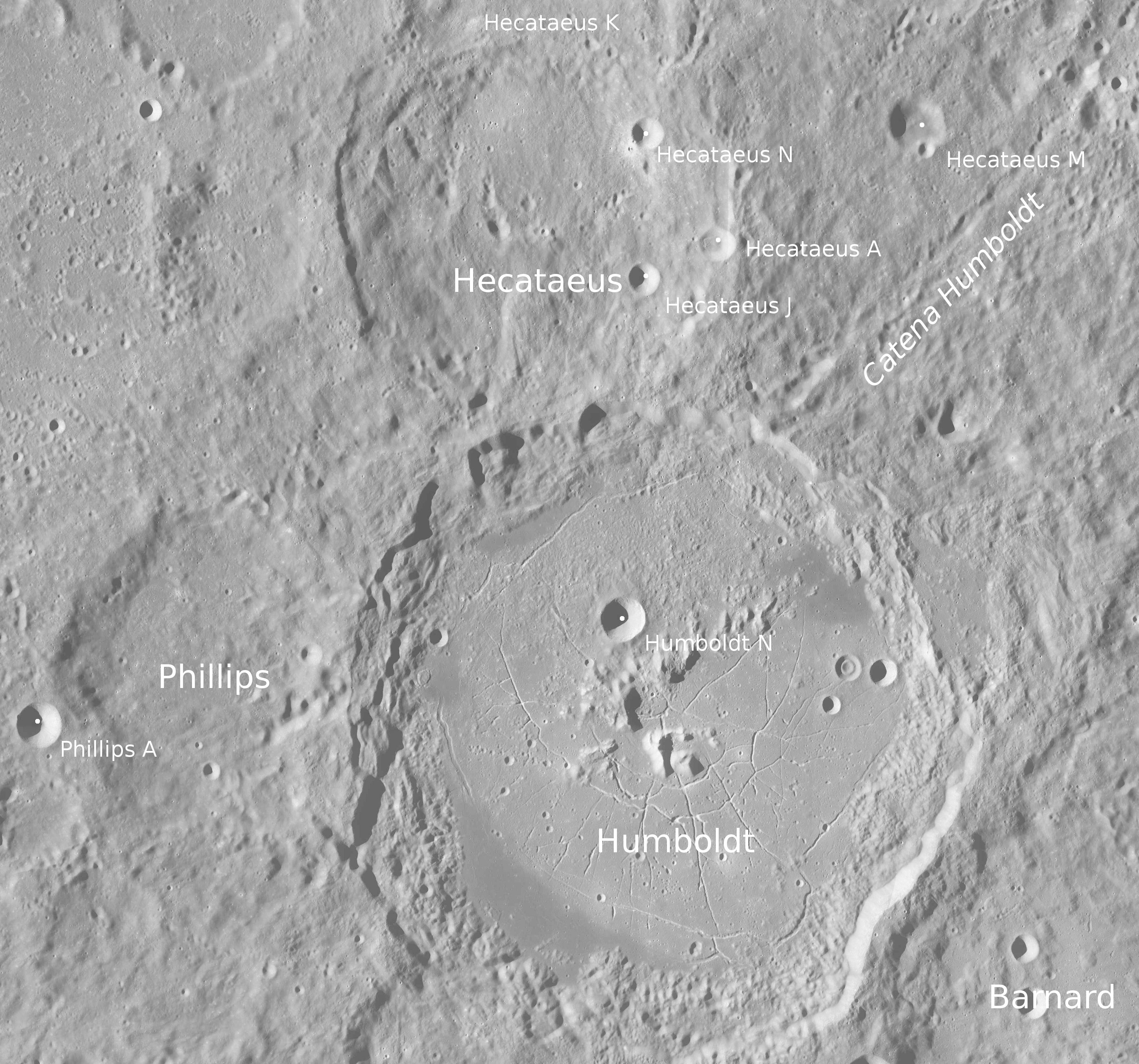
Окрестности кратера Гекатей. Снимок Lunar Reconnaissance Orbiter.

Ближайшими соседями кратера являются кратер Бальмер на западе, кратер Бехайм на севере, кратер Гиббс на северо-востоке; кратеры Шорр и Кюри на востоке, огромный кратер Гумбольдт на юге, а также кратер Филлипс на юго-западе. На северо-востоке от кратера лежит цепочка кратеров Гумбольдта. Селенографические координаты центра кратера 22°04′ ю. ш. 79°41′ в. д. / 22,06° ю. ш. 79,68° в. д., диаметр 133,7 км, глубина 3,0 км.

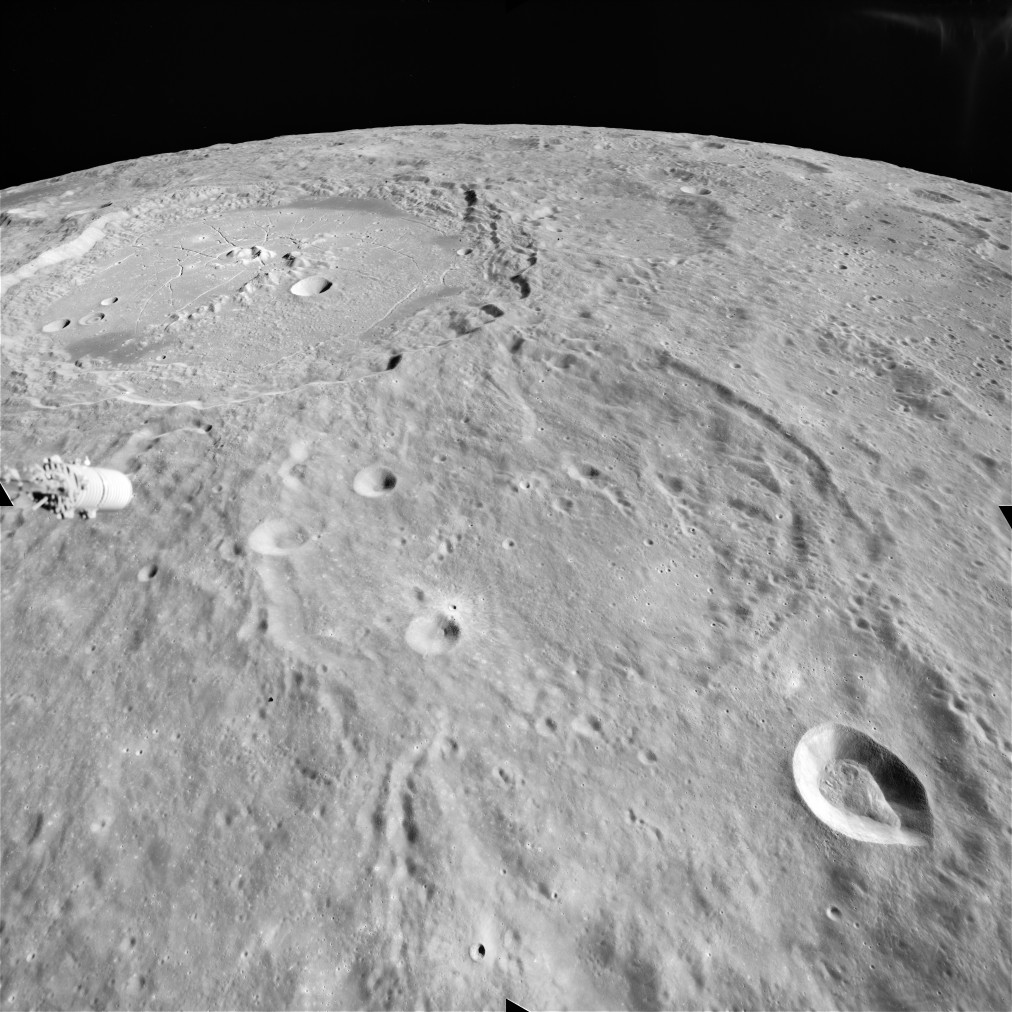
Снимок кратера Гекатей с борта Аполлона-15.

За время своего существования кратер подвергся значительному разрушению, наиболее сохранилась западная часть вала. Северная часть кратера перекрывает половину сателлитного кратера Гекатей K (см. ниже). Внутренний склон вала широкий. Средняя высота вала кратера над окружающей местностью 1820 м. Дно чаши кратера неровное, сильно пересеченное. Южная часть чаши заполнена породами выброшенными при импакте образовавшем кратер Гумбольдт, северная часть чаши наиболее ровная.

## Сателлитные кратеры
| Гекатей | Координаты                                            | Диаметр, км |
| ------- | ----------------------------------------------------- | ----------- |
| A       | 22°07′ ю. ш. 81°47′ в. д. / 22,11° ю. ш. 81,78° в. д. | 11,2        |
| B       | 19°23′ ю. ш. 75°37′ в. д. / 19,38° ю. ш. 75,62° в. д. | 68,1        |
| C       | 18°58′ ю. ш. 73°05′ в. д. / 18,96° ю. ш. 73,09° в. д. | 20,4        |
| E       | 18°31′ ю. ш. 72°38′ в. д. / 18,52° ю. ш. 72,64° в. д. | 14,1        |
| J       | 22°28′ ю. ш. 80°54′ в. д. / 22,47° ю. ш. 80,9° в. д.  | 10,7        |
| K       | 19°36′ ю. ш. 79°41′ в. д. / 19,6° ю. ш. 79,69° в. д.  | 94,1        |
| L       | 19°04′ ю. ш. 78°57′ в. д. / 19,07° ю. ш. 78,95° в. д. | 23,3        |
| M       | 20°47′ ю. ш. 84°11′ в. д. / 20,79° ю. ш. 84,19° в. д. | 18,9        |
| N       | 20°55′ ю. ш. 80°56′ в. д. / 20,91° ю. ш. 80,94° в. д. | 10,8        |

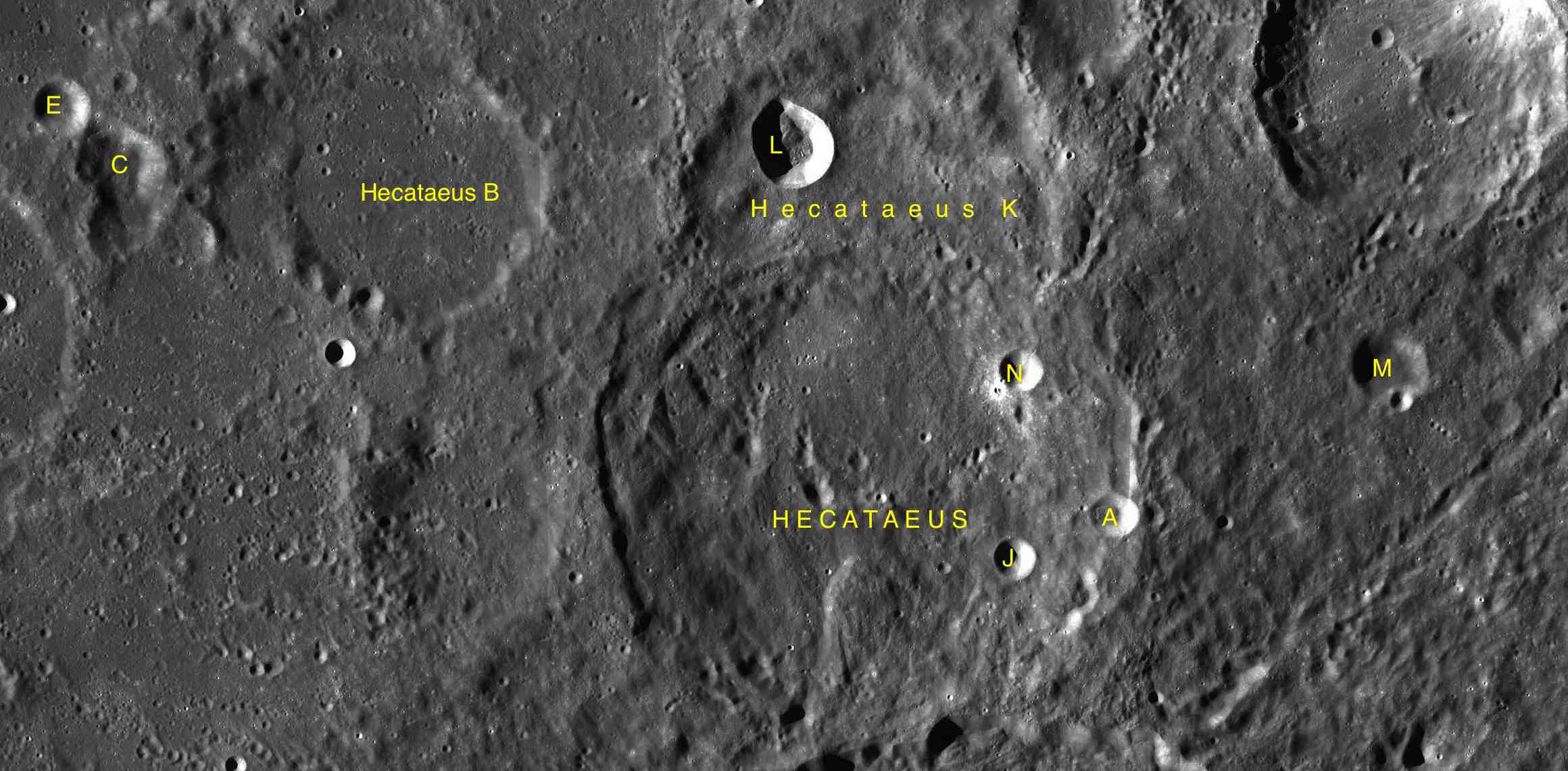
Фрагмент карты LAC-99.

- Сателлитный кратер Гекатей K включен в список кратеров с яркой системой лучей Ассоциации лунной и планетарной астрономии (ALPO)[4].
- Образование сателлитных кратеров Гекатей B и K относится к донектарскому периоду[1].